# Множество (тип данных)
Множество — тип и структура данных в информатике, которая является реализацией математического объекта множество.
Данные типа множество позволяют хранить ограниченное число значений определённого типа без определённого порядка. Повторение значений, как правило, недопустимо. За исключением того, что множество в программировании конечно, оно в общем соответствует концепции математического множества. Для этого типа в языках программирования обычно предусмотрены стандартные операции над множествами.
В зависимости от идеологии, разные языки программирования рассматривают множество как простой или сложный тип данных.

## Множество в различных языках программирования

### Множество вПаскале
В языке Паскаль (а именно в нём появился этот тип данных) множество — составной тип данных, хранящий информацию о присутствии в множестве объектов любого счетного типа. Мощность этого типа определяет размер множества — 1 бит на элемент. В Turbo Pascal есть ограничение на 256 элементов, в некоторых других реализациях это ограничение ослаблено.
Пример работы с множествами:
```
type
 

  
{определяем базовые для множеств перечислимый тип и тип-диапазон}

  
colors
 
=
 
(
red
,
green
,
blue
)
;

  
smallnumbers
 
=
 
0
..
10
;

  
{определяем множества из наших типов}

  
colorset
 
=
 
set
 
of
 
colors
;

  
numberset
 
=
 
set
 
of
 
smallnumbers
;

  
{можно и не задавать тип отдельно}

  
anothernumberset
 
=
 
set
 
of
 
0
..
20
;

{объявляем переменные типа множеств}

var
 

  
nset1
,
nset2
,
nset3
:
numberset
;

  
cset
:
colorset
;

begin

  
nset1
 
:=
 
[
0
,
2
,
4
,
6
,
8
,
10
]
;
 
{задаем в виде конструктора множества}

  
cset
  
:=
 
[
red
,
blue
]
;
     
{простым перечислением элементов}

  
nset2
 
:=
 
[
1
,
3
,
9
,
7
,
5
]
;
    
{порядок перечисления неважен}

  
nset3
 
:=
 
[]
;
             
{пустое множество}

  
include
(
nset3
,
7
)
;
        
{добавление элемента}

  
exclude
(
nset3
,
7
)
;
        
{исключение элемента}

  
nset1
 
:=
 
[
0
..
5
]
;
         
{возможно задавать элементы диапазоном}

  
nset3
 
:=
 
nset1
 
+
 
nset2
;
  
{объединение}

  
nset3
 
:=
 
nset1
 
*
 
nset2
;
  
{пересечение}

  
nset3
 
:=
 
nset1
 
-
 
nset2
;
  
{разность}

  
if
 
(
5
 
in
 
nset2
)
 
or
       
{проверка на вхождение элемента}

    
(
green
 
in
 
cset
)
 
then

    
{…}

end
.

```

### Множество в C++
Пример программы, использующей структуру set для реализации каталогов: 
```
vector
 
<
string
>
 
vec
;

void
 
f
(
vector
 
<
string
>
 
vec1
,
 
int
 
level
)
 

{

	
set
 
<
string
>
 
sett
;

	
for
 
(
int
 
i
 
=
 
0
;
 
i
 
<
 
vec1
.
size
();
 
i
++
)
 

	
{

		
int
 
k
 
=
 
vec1
[
i
].
find
(
'/'
);

		
if
 
(
k
 
!=
 
string
::
npos
)
 

		
{

			
string
 
s1
 
=
 
vec1
[
i
].
substr
(
0
,
 
k
);

			
sett
.
insert
(
s1
);

		
}

	
}

	

	
for
 
(
set
 
<
string
>
 
::
 
iterator
 
it
 
=
 
sett
.
begin
();
 
it
 
!=
 
sett
.
end
();
 
it
++
)
 

	
{

		
vector
 
<
string
>
 
vec2
;

		
for
 
(
int
 
i
 
=
 
0
;
 
i
 
<
 
vec1
.
size
();
 
i
++
)
 

		
{

			
int
 
k
 
=
 
vec1
[
i
].
find
(
'/'
);

			
if
 
(
k
 
!=
 
string
::
npos
 
&&
 
vec1
[
i
].
substr
(
0
,
 
k
)
 
==
 
(
*
it
))
 

			
{

				
string
 
s1
 
=
 
vec1
[
i
];

				
s1
.
erase
(
0
,
 
k
 
+
 
1
);

				
vec2
.
push_back
(
s1
);

			
}

		
}

		
for
 
(
int
 
i
 
=
 
0
;
 
i
 
<
 
level
;
 
i
++
)
 

		
{

			
cout
 
<<
 
'+'
;

		
}

		
cout
 
<<
 
*
it
 
<<
 
endl
;

		
f
(
vec2
,
 
level
 
+
 
1
);

	
}

}

int
 
main
()
 

{

	
int
 
n
;

	
cin
 
>>
 
n
;

	
for
 
(
int
 
i
 
=
 
0
;
 
i
 
<
 
n
;
 
i
++
)
 

	
{

		
string
 
s
;

		
cin
 
>>
 
s
;

		
s
 
+=
 
'/'
;

		
vec
.
push_back
(
s
);

	
}

	
f
(
vec
,
 
0
);

	
return
 
0
;

}

```

### Множество вJavaScript
Множество в JavaScript — структура данных, служащая для хранения набора значений, которые не имеют индексов или ключей (но внутри структуры данных они должны иметь порядок, например, индекс в массиве, однако, множество абстрагирует нас от этой особенности реализации).

### Объект Set
Set — коллекция для хранения множества значений, причём каждое значение может встречаться лишь один раз.
Методы
set.has(item) — возвращает true если item есть в коллекции, иначе — false;
set.add(item) — добавляет элемент item в набор, возвращает set. Если пытаться добавить существующий, ничего не произойдет;
set.clear() — очищает set;
set.delete(item) — удаляет item из множества, возвращает true, если он там был, иначе false.
Перебор элементов

осуществляется через for..of либо forEach
```
'use strict'
;

let
 
set
 
=
 
new
 
Set
([
'first'
,
 
'second'
,
 
'third'
]);
 

for
(
let
 
value
 
of
 
set
)
 
{

  
console
.
log
(
value
);
 

};

// first, second, third

// то же самое

set
.
forEach
((
value
,
 
valueAgain
,
 
set
)
 
=>
 
{

  
console
.
log
(
value
);
 

});

// first, second, third

```

Значение в аргументах повторяется для совместимости с Map, где у .forEach-функции также три аргумента. Но в Set первые два всегда совпадают и содержат очередное значение множества
Пример использования Set
```
const
 
union
 
=
 
(
s1
,
 
s2
)
 
=>
 
new
 
Set
([...
s1
,
 
...
s2
]);
 

// множество из всех значений s1 и s2

const
 
intersection
 
=
 
(
s1
,
 
s2
)
 
=>
 
new
 
Set
(
  

  
[...
s1
].
filter
(
v
 
=>
 
s2
.
has
(
v
))

);

// множество из значений которые есть и в s1 и в s2

const
 
difference
 
=
 
(
s1
,
 
s2
)
 
=>
 
new
 
Set
(
 

  
[...
s1
].
filter
(
v
 
=>
 
!
s2
.
has
(
v
))

);

// множество из значений, которые есть в s1 но нет в s2

const
 
complement
 
=
 
(
s1
,
 
s2
)
 
=>
 
difference
(
s2
,
 
s1
);

// множество из значений коротые есть в s2 но нет в s1

const
 
cities1
 
=
 
new
 
Set
([
'Beijing'
,
 
'Moscow'
]);

const
 
cities2
 
=
 
new
 
Set
([
'Moscow'
,
 
'London'
,
 
'Baghdad'
]);

const
 
operations
 
=
 
[
union
,
 
intersection
,
 
difference
,
 
complement
];

const
 
results
 
=
 
operations
.
map
(
operation
 
=>
 
({

  
[
operation
.
name
]
:
 
operation
(
cities1
,
 
cities2
)

}));

console
.
dir
({
 
cities1
,
 
cities2
 
});

console
.
dir
(
results
);

```